# Јован Кутлија
Јован Кутлија био је српски иконописац из XIX века.

## Биографија
Јован Кутлија је осликао 1850. иконостас цркве у Јабланцу код Јасеновца, 1871. иконостас цркве у Бабиној Ријеци код Костајнице и иконостас цркве у Свиници код Петриње.